# Szakonyi Károly
Szakonyi Károly (született Németh Károly, Budapest, 1931. október 26. –) a Nemzet Művésze címmel kitüntetett, Kossuth- és József Attila-díjas magyar író, drámaíró, dramaturg. A Digitális Irodalmi Akadémia alapító tagja. A Magyar Művészeti Akadémia Színházi Tagozatának alapítója, de 2013 elején kilépett a szervezetből.

## Életpályája

### Gyermekkora, tanulmányai
Németh Lajos és Kasznár Mária gyermekeként született a Rottenbiller utca 21. számú házban. A család Sopron vármegyéből származik, nagyapja uradalmi cseléd, parádés kocsis volt Zsirán, apja Fülesről került föl pincérnek a fővárosba, majd vendéglős lett a Dob utcában. Családi neve Németh volt, anyai nagyanyja szülőfalujának neve (Szakony) után választotta előbb írói álnévként, első novellája megjelenésekor, majd 1963-ban polgári névként is a Szakonyi nevet.
Tanulmányait a Szív utcai elemi népiskolában kezdte, majd a VII. kerületi Madách Imre Gimnáziumban tanult. A hatodik osztály után kimaradt, felvételizett a Színművészeti Főiskolára, színész szakra, de nem vették fel. Ekkor a Repülőtiszti Főiskolára jelentkezett: kérelmét elutasították, viszont behívták kétéves sorkatonai szolgálatra Piliscsabára.

### Munkásként
Segédmunkás lett a mezőgazdasági gépértékesítő vállalatnál (MEGÉV), majd csomagoló, raktáros. Egy idő után anyagbeszerző, kocsikísérő; majd a vállalat vidéki, kecskeméti telepén telepvezető. 1954 tavaszán „racionalizálták”, a Belügyminisztériumhoz került polgári alkalmazottnak. Járta az országot, Baranya, Somogy, Tolna, Hajdú-Bihar megyét. Ezután a Zuglói Kötöttáru Gyárban betanított munkás, nyolc gépen dolgozott. Éjszaka a gépek mellett Balzacot olvasott, s más, a világirodalom és a magyar irodalom klasszikusait megjelentető olcsó könyvtári könyveket. 1956–1957-ben betanított munkás a Dekorációs Vállalatnál, majd a Képzőművészeti Alap rézkarcügynöke (egy darab rézkarcot sem adott el). Ezután az SZTK-nál betegellenőr; 1958 augusztusától novemberéig a Budapesti Hajtóműgyár anyagmozgató segédmunkása.

### Írói karrierje
Megjelent első novellája a Népszabadság 1958. december 14-i, vasárnapi számában, a Kuzmics fusizik, s elkezdődik szabadúszó korszaka. Elvált, s elvette Kósa Juditot, aki titkárnő az Egressy Klubban. Itt ismerte meg kortársait, barátait, Szabó Istvánt, Kiss Dénest, Csukás Istvánt, Kárpáti Kamilt. Sorra jelentek meg novellái az Élet és Irodalomban, a Jelenkorban, a Pest Megyei Hírlapban, a rádióban, a Népszavában, az Új Írásban, a Kortársban. Első kötetét a Magvető Könyvkiadó jelentette meg, 1961-ben.
Miniszteri engedéllyel egyetemre járt, magyar–népművelés szakra Szabó Istvánnal és Kertész Ákossal, de hamarosan kimaradt.
1963 januárjától dramaturgiai ösztöndíjas volt a Nemzeti Színháznál. Megírta első drámáját, az Életem, Zsókát. Ettől kezdve élete a színház világához kötődik. 1966-ig a Nemzeti Színház, 1975–1978 között a Miskolci Nemzeti Színház, 1982–1988 között a győri Kisfaludy Színház, 1989-től a Pécsi Nemzeti Színház, 1993-tól a debreceni Csokonai Nemzeti Színház dramaturgja és címzetes örökös tagja. Közben 1984-től 1990-ig a Magyar Nemzet munkatársa.
Elbeszélései, regényei mellett sorra mutatják be drámáit, tévéjátékait, színpadi adaptációit. Gyakran hangzanak el rádiójátékai, és az 1970-es évektől kibontakozik gazdag tárcaírói munkássága.
Élethelyzetéből adódóan a munkásfiatalok életét ismerte jól, ez mutatkozik meg korai novellásköteteiben Középütt vannak a felhők (1961), Túl a városon (1964). Közvetlen elbeszélő hangon és erkölcsi érzékenységgel ábrázolta az önmagukat és emberi hivatásukat kereső hőseit. Saját ifjúságának emlékeit és az értelmiség útkereső erőfeszítéseit elevenítette meg Férfiak (1965), Porcelán baba (1967), Francia tanya (1969), Tudatom, jól vagyok (1976) című köteteiben. A korabeli kortárs közönség körében egyik legsikeresebb könyve a Francia tanya című volt. Bemutatott drámái szintén visszhangra találtak (Adáshiba, Vígszínház, 1970), az író groteszk látásmódja segítette a közönség önmagára ismerését. Gogol Holt lelkek c. regénye nyomán is írt egy modern tragikomédiát.

### Szerkesztői, irodalomszervezői munkája

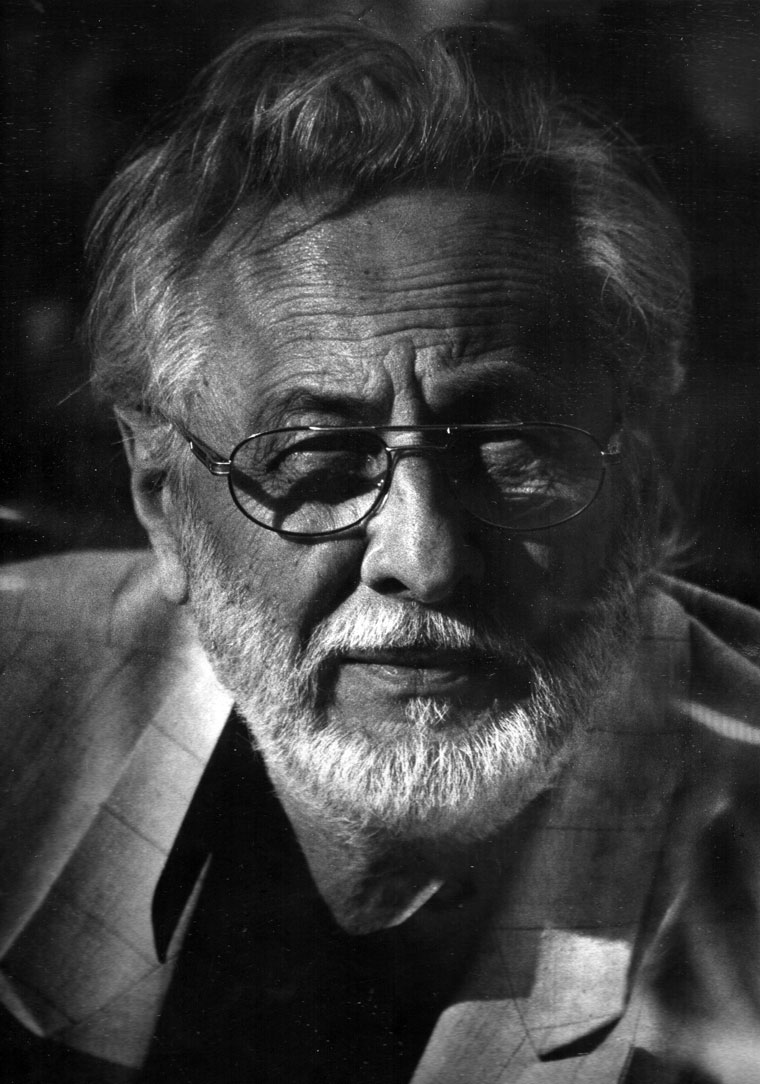
Juhos Nándor fotóművész Írók, költők című kiállításának megnyitóján

Rendkívül tevékeny az irodalmi élet szervezésében is. 1977-től 1982-ig a Kortárs, 1989–1991-ben az Új Idő szerkesztőbizottságának, 1990–1991-ben az Új Írás Tanácsadó Testületének a tagja, 1993-tól a Lyukasóra címzetes kiadója, szerkesztőségi tagja.
Az irodalmi élet résztvevőinek elismerését, bizalmát fejezik ki testületi, kuratóriumi megbízatásai. 1962-ben vették fel a Magyar Írók Szövetségébe és az Irodalmi Alapba; a hetvenes évek elejétől az Írószövetség választmányában, majd a drámai szakosztály vezetőségében tevékenykedett, az utóbbi években annak elnökeként. Az 1970-es évek elejétől két évtizedig részt vett az Irodalmi Alap vezetésében. A hetvenes évek végétől tagja a Kazinczy-díj kuratóriumának, majd a Szabó Lőrinc Alapítvány kuratóriumának. 1992-től a Domján Edit Alapítvány kuratóriumának elnöke. Részt vett a Nemzeti Kulturális Alapprogram könyv-kollégiumában, majd a Páskándi Alapítvány döntéshozó testületében. Évekig tagja volt a Kossuth-díj Irodalmi Albizottságának, s máig tagja a Francia Drámaírók Szövetségének (Société des Auteurs et Compositeurs Dramatique), 1996-tól pedig a Magyar Művészeti Akadémiának. Kuratóriumi tagja a Gérecz Attila-díjnak.

## Magánélete
Első házasságát 1955-ben Schneider Margittal kötötte, házasságukból egy gyermek született, Csilla (1955). 1967-ben elvált első feleségétől, majd feleségül vette Győri Zsuzsannát, 1969-ben ismét elvált, Szoó Rozália lett a felesége; két gyermekük született, Gergely (1973) és Dávid (1974). 1986–2006 között Szabó Klára volt a felesége. 2006-ban megözvegyült. 2008-ban feleségül vette Seres Gerdát. Fiuk: Bence (2010).
Volt még egy házassága ismeretlen ideig Kósa Judittal, aki titkárnő volt az Egressy Klubban.

## Művei
- Középütt vannak a felhők; Magvető, Budapest, 1961 (Új termés)
- Túl a városon (kisregény, elbeszélések), Szépirodalmi, Budapest, 1964
- Életem, Zsóka! (színmű) (Pozsony, majd Szépirodalmi, Budapest, 1965
- Férfiak. Novellák; Szépirodalmi, Budapest, 1965
- Porcelán baba (1967)
- Ördöghegy (dráma, 1968)
- Kancsal rémek / Katkó István: Mutatványosok / Gosztonyi János: Az Ögyvez avagy Flórián a négyzeten / Szakonyi Károly: Ítéletnapig; rendezői tanácsok Dániel Ferenc, Ardó Mária, Tatár Eszter; NPI, Budapest, 1969 (Színjátszók kiskönyvtára)
- Francia tanya, Kisregény és elbeszélések; Szépirodalmi, Budapest, 1969
- Adáshiba (színmű, 1970)
- Harmincnégy ember (TV-játék, 1971)
- Tudatom, jól vagyok (elbeszélések), Szépirodalmi, Budapest, 1976
- Hongkongi paróka (színmű, 1976)
- Irányítószám 2000 (dráma, 1976)
- A hatodik napon (színmű, 1978)
- Holt lelkek. Szakonyi Károly komédiája Ny. V. Gogol regényéből; Devecseriné Guthi Erzsébet ford. alapján; Magvető, Budapest, 1979
- Emberi üdvözlet (válogatott elbeszélések), Szépirodalmi-Magvető, Budapest, 1980
- Ítéletnapig; in: Gongatás a gangon. Négy mai magyar egyfelvonásos; NPI, Budapest, 1981 (Színjátszók kiskönyvtára)
- Holdtölte (dráma, 1982)
- Magányos biciklista (1983)
- Északi tábor (1984)
- Ketten játsszák; Magvető, Budapest, 1984
- Vendég a palotában (1985)
- Ki van a képen? (dráma, 1986)
- Képnovellák (novellák), Magvető, Budapest, 1987
- Bolond madár (1989)
- Apák és fiúk, (színmű, 1989)
- Gondviselés csevejszolgálat. Hangjátékok, színművek; Magvető, Budapest, 1989
- A barátság könyve (1990)
- Napfényes Granada (1991)
- Ember az alagútban. Korrajz az átmeneti évekről tárcákban; Széphalom Könyvműhely, Budapest, 1994
- Álomirodalom (1994)
- Ember az alagútban. Korrajz az átmeneti évekről tárcákban; Széphalom Könyvműhely, Budapest, 1994
- A pénz komédiája. Szatíra két részben; Neoprológus, Budapest, 1995 (A magyar dráma fóruma)
- F. M. Dosztojevszkij–Szakonyi Károly: A félkegyelmű. Dráma két részben; Makai Imre regényfordítása alapján; Neoprológus, Budapest, 1995 (A magyar dráma fóruma)
- Vidám finálé. Groteszk és lírai játék két részben; Neoprológus, Budapest, 1995 (A magyar dráma fóruma)
- The lovers of Prague, rádiójáték (ford. Szöllősy Judit, 1995)
- Szent Péter esernyője (dráma, Mikszáth Kálmán nyomán, 1996)
- A bűntény (novellák), Neoprológus, Budapest, 1996
- Szívek zárkái (kisregény), Neoprológus, Budapest, 1997
- Bűn és bűnhődés (dráma Dosztojevszkij nyomán, 1998)
- A prágai szerelmesek. Rádiójátékok; Neoprológus, Budapest, 2001
- Francia tanya; Shark Print, Kaposvár, 2001 (Editio plurilingua)
- Pál apostol szigetei. Elbeszélések; Stádium, Budapest, 2002
- Céllövölde. Négy kisregény és más elbeszélések; Stádium, Budapest, 2003 (Szakonyi Károly életműsorozata)
- Ezüsthasú halak. Novellák; Stádium, Budapest, 2003 (Szakonyi Károly életműsorozata)
- A szép hadnagyné. Novellák; Stádium, Budapest, 2004 (Szakonyi Károly életműsorozata)
- Hófödte hegyek. Novellák; Stádium, Budapest, 2005 (Szakonyi Károly életműsorozata)
- Ami nincs. Változatok; Stádium, Budapest, 2005
- Szakonyi Károly; vál., szerk., bev., jegyz. Farkas László; Alexandra, Pécs, 2005 (Kossuth-díjas írók)
- Ítéletnapig. A szerző válogatása életművéből; Trikolor, Budapest, 2006 (Örökségünk)
- Adáshiba. Drámák; Stádium, Budapest, 2007 (Szakonyi Károly életműsorozata)
- Ki van a képen? Drámák; Stádium, Budapest, 2008 (Szakonyi Károly életműsorozata)
- Ördöghegy. Drámák; Stádium, Budapest, 2008 (Szakonyi Károly életműsorozata)
- Turini nyár. Hangjátékok; Stádium, Budapest, 2009 (Szakonyi Károly életműsorozata)
- Homloklövés. Hangjátékok; Stádium, Budapest, 2009 (Szakonyi Károly életműsorozata)
- Albérlet és filodendron. Hangjátékok; Stádium, Budapest, 2009 (Szakonyi Károly életműsorozata)
- A tűz bűvöletében; Stádium, Budapest, 2010 (Szakonyi Károly életműsorozata)
- Játsszunk örökkévalót. Novellák; Stádium, Budapest, 2010 (Szakonyi Károly életműsorozata)
- Bolond madár; Stádium, Budapest, 2010 (Szakonyi Károly életműsorozata)
- Istenítélet. Novellák; Stádium, Budapest, 2010 (Szakonyi Károly életműsorozata)
- Vendégjáték. Színpadi átiratok; Stádium, Budapest, 2011 (Szakonyi Károly életműsorozata)
- Szakonyi Károly válogatott novellái; Stádium, Budapest, 2012
- Vénusz lánya. Regény; Stádium, Budapest, 2012
- Írók lámpafénynél. Olvassuk újra!; Magyar Írók Egyesülete, Budapest, 2013 (Lyukasóra-könyvek)
- Hangversenydarabok; Stádium, Budapest, 2014
- Függöny fel!... Színházi töredékek; Stádium, Budapest, 2016
- A rőt hajú nő. Novellák; Új Átlók–Stádium, Budapest, 2016[2]
- Horváth Péter–Szakonyi Károly: Négykezes. Beszélgetéseink; Kossuth, Budapest, 2021
- A csend napjai; Magyar Napló, Budapest, 2021 (Magyar mikrokozmosz)

## Társasági tagságai
- Magyar Írószövetség (a drámai szakosztály elnöke) (1962 óta)
- Magyar Művészeti Akadémia (1996 óta)

## Díjai, elismerései
- SZOT-díj (1963)
- József Attila-díj (1970)
- Gábor Andor-díj (1974)
- A Magyar Köztársasági Érdemrend középkeresztje (1991)
- Szép Ernő-jutalom (1995)
- Literatúra-díj (1995)
- Kossuth-díj (1997)
- Magyar Művészetért díj (2003)
- Gundel művészeti díj (2008)
- Szépirodalmi Figyelő-díj (2009)
- Prima Primissima díj (2011)[2]
- A Nemzet Művésze (2020)[3]
- A Magyar Érdemrend középkeresztje a csillaggal (2021)[4]
- Arany Medál-díj (2024)[5]